# Andrej Vorontsevitsj
Andrej Konstantinovitsj Vorontsevitsj (Russisch: Андрей Константинович Воронцевич) (Omsk, 17 juli 1987) is een professionele basketbalspeler die speelt voor het nationale team van Rusland. Hij kreeg de onderscheiding Meester in de sport van Rusland, Internationale Klasse.

## Carrière
Vorontsevitsj begon zijn carrière bij Sibirtelecom-Lokomotiv Novosibirsk in 2004. In 2006 verhuisde hij naar CSKA Moskou. Met die club won hij het Landskampioenschap van Rusland in 2007, 2008, 2009, 2010, 2011, 2012, 2013, 2014, 2015, 2016, 2017, 2018 en 2019. Ook werd hij Bekerwinnaar van Rusland in 2007 en 2010. Met CSKA won hij in 2008 de finale van de EuroLeague Men van Maccabi Elite Tel Aviv uit Israël met 91-77. In 2016 won Vorontsevitsj met CSKA voor de tweede keer de finale van de EuroLeague Men. Ze wonnen van Fenerbahçe uit Turkije met 101-96 na verlenging. In 2019 won Vorontsevitsj met CSKA voor de derde de finale van de EuroLeague Men. Ze wonnen van Anadolu Efes uit Turkije met 91-83.
Vorontsevitsj speelde met Rusland op de Olympische Spelen in 2008. Hij won brons op het Europees kampioenschap in 2011.

## Erelijst
- Landskampioen Rusland: 13
  - Winnaar: 2007, 2008, 2009, 2010, 2011, 2012, 2013, 2014, 2015, 2016, 2017, 2018, 2019
- Bekerwinnaar Rusland: 2
  - Winnaar: 2007, 2010
- EuroLeague Men: 3
  - Winnaar: 2008, 2016, 2019
  - Runner-up: 2007, 2009, 2012
- Europees kampioenschap:
  - Brons: 2011